# Liste der geschützten Landschaftsbestandteile im Landkreis Wesermarsch
Im Landkreis Wesermarsch gibt es diese ausgewiesenen geschützten Landschaftsbestandteile.
| Baumschutzsatzung Stadt Nordenham                             | BW | GLB BRA00001 | Nordenham                                 | ⊙ |  | 20. Aug. 2012 |
| Baumschutzsatzung im Nordseebad Burhave, Gemeinde Butjadingen | BW | GLB BRA00002 | Butjadingen, Burhave                      | ⊙ |  | 18. März 1992 |
| Sillenser Brake                                               | BW | GLB BRA00003 | Butjadingen am Alten Butjadinger Sieltief | ⊙ |  | 21. Juni 1995 |
| Legende für Geschützter Landschaftsbestandteil                |    |              |                                           |   |  |               |